# Pseuderythrolophus geminipuncta
Pseuderythrolophus geminipuncta là một loài bướm đêm trong họ Geometridae.